# Warren Clarke
Warren Clarke (Oldham, 26 aprile 1947 – Londra, 12 novembre 2014) è stato un attore britannico.

## Biografia
La sua prima apparizione televisiva fu nella soap opera Coronation Street: all'inizio, nel 1966, interpretò il ruolo di Kenny Pichup e poi, nel 1968, quello di Gary Bailey. Il suo primo ruolo cinematografico fu Dim, un componente dei "drughi" nel cult movie Arancia meccanica (1971) di Stanley Kubrick. Lavorò per la seconda volta con Malcolm McDowell in O Lucky Man!. Clarke interpretò numerosi personaggi di secondo piano come, ad esempio, nel film di Clint Eastwood Firefox - Volpe di fuoco (1982), ove interpretò il ruolo di un agente del controspionaggio americano, in Unione Sovietica.
L'attore dimostrò anche un talento comico, come nella serie TV Blackadder di Rowan Atkinson nella parte di Oliver Cromwell. Affrontò con autoironia il ruolo dell'omosessuale Sophie Dixon in The Jewel in the Crown. Nel 1984 diede nuovamente prova di questa sua capacità interpretando il colonnello Von Horst in Top Secret! di Jim Abrahams e David Zucker. Interpretò di nuovo il ruolo del colonnello nella serie TV Wish Me Luck. Lavorò, inoltre, in molti film televisivi, quali Dalziel and Pascoe, Giù dalla Terra, Bleak House, Poldark, The Hunchback of Notre Dame di Alan Cooke, Gli invisibili e Why Didn't They Ask Evans, tratto da un romanzo di Agatha Christie. I suoi ultimi ruoli furono quelli del capitano Lee nel film Robinson Crusoe - La storia vera, con Aidan Quinn, e quello di Bamber nella commedia drammatica Moving Story. Clarke morì nel sonno, il 12 novembre 2014, all'età di 67 anni, dopo una breve malattia.

## Filmografia

### Cinema
- Arancia meccanica (A Clockwork Orange), regia di Stanley Kubrick (1971)
- All'ombra delle piramidi (Antony and Cleopatra), regia di Charlton Heston (1972)
- O Lucky Man!, regia di Lindsay Anderson (1973)
- La spada di Hok (Hawk the Slayer), regia di Terry Marcel (1980)
- Da un paese lontano (From a Far Country), regia di Krzysztof Zanussi (1981)
- Firefox - Volpe di fuoco (Firefox), regia di Clint Eastwood (1982)
- Enigma - Il codice dell'assassino (Enigma), regia di Jeannot Szwarc (1983)
- Il bugiardo innamorato (Real Life), regia di Francis Megahy (1984)
- Lassiter lo scassinatore (Lassiter), regia di Roger Young (1984)
- Top Secret!, regia di David Zucker, Jim Abrahams (1984)
- Ishtar, regia di Elaine May (1987)
- Robinson Crusoe - La storia vera (Crusoe), regia di Caleb Deschanel (1989)
- Hooligans (I.D.), regia di Philip Davis (1995)
- Pollice verde (Greenfingers), regia di Joel Hershman (2000)
- Blow Dry, regia di Paddy Breathnach (2001)

### Televisione
- S.O.S. Titanic, regia di William Hale – film TV (1979)
- Giuseppe (Joseph), regia di Roger Young - miniserie TV (1995)
- Dalziel and Pascoe - serie TV, 61 episodi (1996-2007)
- Miss Marple (Agatha Christie's Marple) - serie TV, episodio 4x04 (2009)
- L'ispettore Gently (Inspector George Gently) - serie TV, 1 episodio (2010)
- L'ispettore Barnaby (Midsomer Murders) - serie TV, episodio 14x06 (2011)
- Poldark - serie TV, 4 episodi (2015)

## Doppiatori italiani
Nelle versioni in italiano delle opere in cui ha recitato, Warren Clarke è stato doppiato da:
- Romano Ghini in Top Secret!
- Renzo Montagnani in La tempesta
- Giampaolo Saccarola in Firefox - Volpe di fuoco
- Paolo Lombardi in Blow Dry
- Franco Zucca in Dalziel and Pascoe
- Gianni Giuliano in Poldark
- Paolo Modugno in Arancia meccanica
- Claudio Fattoretto in Giuseppe